# Hugo Schuchardt
Hugo Ernst Mario Schuchardt (Gotha, 4 febbraio 1842 – Graz, 21 aprile 1927) è stato un linguista tedesco.
Maestro indiscusso degli studi di romanistica, si occupò anche di basco e di lingue miste come i pidgin, i creoli e la lingua franca mediterranea.

## Biografia

### Formazione
Dopo l'infanzia e i primi studi a Gotha, tra il 1859 e il 1864 studiò a Jena e a Bonn con molti docenti importanti dell'epoca, in particolare August Schleicher e Kuno Fischer a Jena, Friedrich Ritschl e Otto Jahn a Bonn. 
Nel 1864 Schuchardt conseguì il dottorato con una dissertazione dal titolo De sermonis Romani plebei vocalibus ("Sul vocalismo del latino volgare"), che venne poi pubblicata nel 1866-1868 in un'edizione tedesca in tre volumi, Der Vokalismus des Vulgärlateins.

### Carriera accademica in Germania
Nel 1870 Schuchardt ottenne l'abilitazione all'Università di Lipsia con un lavoro intitolato Über einige Fälle bedingten Lautwandels im Churwälschen "Su alcuni casi di mutamento fonetico condizionato nel romancio di Coira", e una lezione magistrale Über die Klassifikation der romanischen Mundarten ("Sulla classificazione dei dialetti romanzi").
Nel 1873 divenne professore di filologia romanza all'università di Halle, che a quel tempo era un bastione dei neogrammatici, coi quali egli entrò ben presto in disaccordo, contestando la rigidità delle loro teorie, in particolar modo riguardo alla pretesa "ineccepibilità" delle leggi fonetiche. Questa sua presa di posizione verrà espressa alcuni anni dopo (1885 con lo scritto Über die Lautgesetze. Gegen die Junggrammatiker ("Sulle leggi fonetiche. Contro i neogrammatici").
Durante questo primo periodo di attività scientifica Schuchardt si occupò soprattutto di argomenti tradizionali della filologia romanza, con un forte orientamento storico, ma sviluppò anche un interesse per le lingue in contatto e per le mescolanze linguistiche, come quelle che si hanno nelle lingue miste e nei creoli.

### Il trasferimento a Graz
Nel 1876 Schuchardt ottenne, con l'appoggio di Johannes Schmidt, una cattedra di filologia romanza all'università di Graz (Austria), dove rimase fino al termine della sua attività accademica.
Fece inchieste linguistiche sul campo nel Galles (1875) e in Spagna (1879), dove raccolse materiali per le sue ricerche sul basco e sulle lingue celtiche. Schuchardt fu attirato da due nuovi ambiti di studio della linguistica, la creolistica e il basco, divenendo uno dei pionieri di entrambe le discipline linguistiche. Fu anche il primo linguista che sostenne apertamente l'idea che le lingue creole non siano in nulla "inferiori" alle altre lingue.
Con la sua pubblicazione del 1888 Auf Anlass des Volapüks, cercò di combattere l'ostilità preconcetta che molti colleghi linguisti dimostravano nei confronti di questo tentativo di creare una nuova lingua ausiliaria per tutto il mondo.
Schuchardt è considerato anche un eminente studioso di lingua basca. Nel 1887 il linguista Luigi Luciano Bonaparte organizzò per lui un viaggio al villaggio di Sara (Labourd, Pirenei Atlantici), dove effettuò ricerche sul campo e sembra abbia imparato il basco. A seguito di questo viaggio pubblicò numerosi studi (più di 100) sul basco e sui rapporti tra basco e lingue romanze, anche se in seguito egli non tornò più nei Paesi Baschi. In varie pubblicazioni Schuchardt si occupò dei possibili rapporti tra il basco e le diverse famiglie linguistiche (oggi esso è considerato una lingua isolata). Schuchardt si schierò con forza -e con una certa rigidità- a favore del punto di vista (oggi superato) dell'ipotesi basco-iberica, il che è alquanto in contrasto con la sua mentalità aperta degli inizi.
Analogamente, nel dibattito allora corrente sull'ergatività, Schuchardt difese con forza l'idea che la costruzione ergativa dei verbi transitivi comporterebbe una frase obbligatoriamente passiva (in contrasto con la teoria -anch'essa discutibile- che vede in tali costruzioni ergative delle frasi nominali). In particolare, su questo punto, si scontrò con Nikolaus Finck di Vienna, col quale diede vita a una disputa scientifica con una serie di articoli (per esempio, N. Finck (1907), Der angeblich passivische Charakter des transitiven Verbs ("Il preteso carattere passivo del verbo transitivo"), Zeitschrift für vergleichende Sprachforschung, 41:209-282).

### L'ultimo periodo
Intorno al 1890 Schuchardt ricevette offerte di cattedre alle Università di Budapest e di Lipsia (intorno al 1890), ma non le accettò, preferendo rimanere a Graz. Nel 1900, emeritato, Schuchardt lasciò la sua cattedra. Libero dagli obblighi accademici, intraprese allora una serie di viaggi in Italia, Egitto e nel Sud della Scandinavia. Costruì quindi per sé e per la sua sterminata biblioteca una grande villa a Graz (Johann Fux Gasse 30), chiamata 'villa Malvine', dal nome della sua adorata madre (Malvine von Bridel-Brideri). Gli ultimi due decenni della sua vita, lavorò soprattutto sul basco.
Deluso dagli esiti della prima guerra mondiale, dall'irredentismo italiano e dal nazionalismo sciovinista dei francesi, non si interessò più alla ricerca romanza, arrivando in qualche caso al punto di troncare i rapporti con alcuni colleghi di questi paesi. In un articolo (Bekenntnisse und Erkenntnisse 1919, 1919), egli stesso fornisce alcune notizie sulla propria storia giovanile, sugli eventi storici del tempo e sul suo punto di vista sugli esiti della prima guerra mondiale. I suoi studi di romanistica lo portarono anche a interessarsi del Nordafrica, approfondendo sia la lingua berbera (1908, 1916) sia i prestiti che in essa vi sono di origine latina (1918) e fenicia (1912 b).

## Schuchardt oggi
Hugo Schuchardt è uno dei linguisti più importanti del mondo accademico austriaco. Ovviamente, oggi, gran parte delle sue opere presentano un interesse soprattutto per la storia della linguistica. Nell'ambito degli studi baschi, egli è uno dei pochi esperti stranieri, accanto a Wilhelm von Humboldt e pochi altri. La sua imponente biblioteca è entrata a far parte del patrimonio bibliotecario dell'università di Graz; per molto tempo la sua 'villa Malvine' ha ospitato il dipartimento di filologia romanza, ma è oggi un edificio che ospita uffici amministrativi dell'università.
I ricercatori di Graz hanno sempre lavorato sulle opere di Schuchardt, e fra essi si ricordano Michaela Wolf e il linguista Bernhard Hurch (che a sua volta è un bascologo con un grande interesse per la storia della linguistica) che sono finalmente riusciti a compilare un archivio in linea dell'intero lavoro di Schuchardt (si vedano i collegamenti esterni).
I contributi più durevoli di Schuchardt alla linguistica moderna sono l'elaborazione, insieme a Johannes Schmidt, della teoria delle onde come modello per il mutamento linguistico, nonché quella parte della sua opera che ha posto i fondamenti della creolistica moderna.

## Principali pubblicazioni
- 1866-1868 Der Vokalismus des Vulgärlateins, Teil 1-3
- 1882-1891 Kreolische Studien, Teil 1-9
- 1885 Über die Lautgesetze. Gegen die Junggrammatiker
- 1898-1899 Romanische Etymologien, Teil 1-2
- 1907 Die iberische Deklination
- 1908 Berberische Studien, Wiener Zeitschrift fur die Kunde des Morgenlandes, 22, pp. 245–64, 351-84.
- 1909 Die Lingua franca, Zeitschrift für romanische Philologie, 33, pp. 441–461 [versione italiana: "La lingua franca". Traduzione di Federica Venier, Linguistica e filologia (ISSN: 1594–6517), 29 (2009), pp. 7 – 31].
- 1912 a Bari und Dinka, Wiener Zeitschrift für die Kunde des Morgenlandes, 26, pp. 11–41
- 1912 b Zu berberischen Substantiven auf –im , Wiener Zeitschrift fur die Kunde des Morgenlandes, 26, pp. 163–70.
- 1912 c Zur methodischen Erforschung der Sprachverwandtschaft (Baskisch und Nubisch), Leo Reinisch zum 80. Geburtstag, Paris 1912. (Revue Int. des Etudes Basques, 6.)
- 1913 Baskisch-hamitische Wortvergleichungen, Revue Int. des Etudes Basques, 7.
- 1916 Berberische Hiatustilgung, Wien (Sitzungsberichte der K. Akademie der Wissenschaften in Wien 182), 60 pp.
- 1918 Die romanischen Lehnwörter im Berberischen, Wien (Sitzungsberichte der philosophisch-historischen Klasse der Akademie der Wissenschaften 188.4), 82 pp.
- 1919-1920 Sprachursprung Teil 1-3
- 1928 Hugo Schuchardt-Brevier: Ein Vademecum der allgemeinen Sprachwissenschaft. Festschrift: als Festgabe zum 80. Geburtstag des Meisters. Ed. by Leo Spitzer, rev. 2nd ed. (1st ed., 1922). Halle/Saale: Niemeyer.
- 1979 The ethnography of variation: Selected writings on pidgins and creoles. Edited and translated by T.L. Markey; Introduction by Derek Bickerton. Ann Arbor: Karoma.